# Kumalarang
Kumalarang ist eine philippinische Stadtgemeinde in der Provinz Zamboanga del Sur. Sie hat 28.469 Einwohner (Zensus 1. August 2015). Die Dumanquilas Bay liegt teilweise im Verwaltungsgebiet der Gemeinde.

## Baranggays
Kumalarang ist politisch in 18 Baranggays unterteilt.
| - Bogayo - Bolisong - Boyugan East - Boyugan West - Bualan - Diplo - Gawil - Gusom - Kitaan Dagat | - Lantawan - Limamawan - Mahayahay - Pangi - Picanan - Poblacion - Salagmanok - Secade - Suminalum |